# Materialseilbahn Leimen–Nußloch

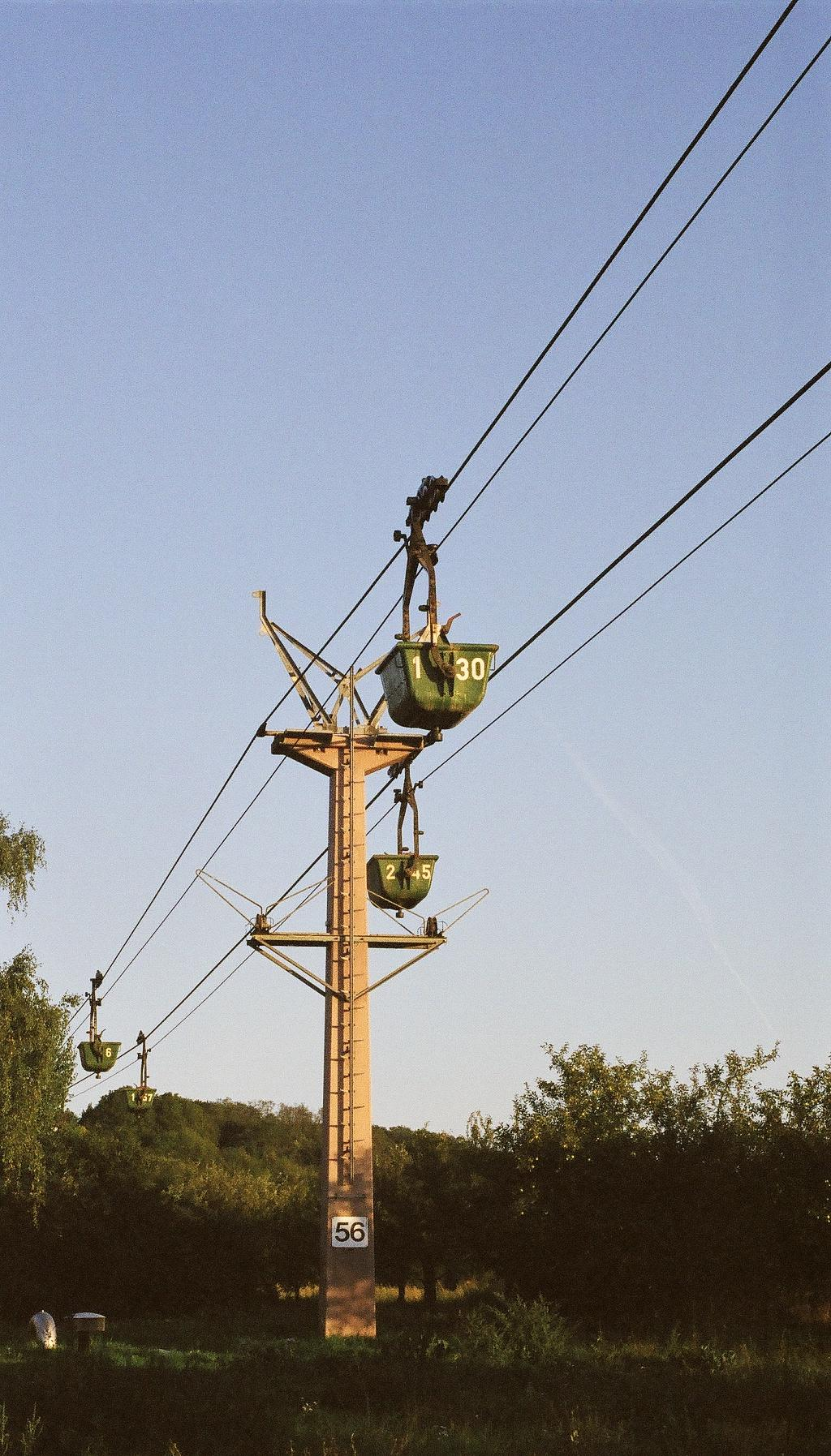
Die Materialseilbahn der HeidelbergCement AG, hier auf Nußlocher Gemarkung

Die Materialseilbahn Leimen–Nußloch ist eine etwas über fünf Kilometer lange Lorenseilbahn der Heidelberg Materials in Baden-Württemberg. Sie führt vom firmeneigenen Kalksteinbruch in der südlich gelegenen Nachbargemeinde Nußloch zum Zementwerk am Produktionsstandort des Unternehmens in Leimen. Besonderheiten der Anlage sind, neben der ungewöhnlichen Länge, der Überlandabschnitt zwischen den beiden Orten sowie eine 60-Grad-Kurve in Nußloch, wo die Kipploren auf Schienen laufen. Das Zugseil der Umlaufseilbahn ist 11.600 Meter lang und hat ein Gewicht von 20 Tonnen.
Die Anlage wurde 1918 errichtet, zuvor wurde das Material einige Jahre lang mit speziellen Güterstraßenbahnen der weitgehend parallel verlaufenden elektrischen Straßenbahn Heidelberg–Wiesloch befördert.
Aufgrund ihrer großen Bedeutung für Nußloch wurde im Jahre 2017 der Verein „Materialseilbahnfreunde Nußloch e. V.“ gegründet.
Anfang 2023 wurde die Klinkerproduktion am Standort Leimen eingestellt. Da hierdurch die Notwendigkeit einer Anlieferung des Rohstoffes entfällt, wurde dann die Bahn stillgelegt und sollte nachfolgend abgebaut werden. In der Zwischenzeit wurden die Strukturen jedoch unter Denkmalschutz gestellt.